# Eberhard Günther (Unternehmer)
Eberhard Günther (* 9. Mai 1945 in Annaberg; † 9. Juli 2015 in London) war ein deutscher Unternehmer. Er war Geschäftsführer der Foron GmbH, wo der erste FCKW-freie Kühlschrank entwickelt wurde.

## Leben
Die von Günther geführte Foron Hausgeräte GmbH entwickelte in Kooperation mit der Umweltorganisation Greenpeace den ersten Kühlschrank ohne ozonschichtschädigende FCKW oder klimaschädliche FKW. Stattdessen wurde die unter anderem von Harry Rosin entwickelte sogenannte Dortmunder Mischung eingesetzt. 1993 war Foron der erste Träger des Deutschen Umweltpreises der Deutschen Bundesstiftung Umwelt.
Nach der Insolvenz von Foron gründete Eberhard Günther 1997 die Günther engineering GmbH.
Mit dem Preisgeld des Deutschen Umweltpreises der DBU aus dem Jahr 1993 initiierte Günther die Foron-Stiftung „Besser leben“, die praxisbezogene Seminare für Studenten deutschen Universitäten in den Fachrichtungen Kältetechnik und Thermodynamik veranstaltet.

## Würdigung
„Gegen alle Widerstände setzte er im Haushaltsgerätebereich sein Leben lang umweltgerechte Akzente, die beweisen, dass Umweltverträglichkeit und technische Umsetzung sich nicht ausschließen.“